# 섬유이형성증
섬유이형성증(線由異形性症, Fibrous dysplasia of bone, Fibrous dysplasia)은 정상적인 뼈와 골수가 섬유 조직으로 대체되어, 약한 뼈를 형성하여 확장을 하는 경향이 있는 질병이다. 그 결과로 인한 합병증으로 대개 골절, 기형, 기능 손상, 통증이 포함된다. 더 희귀한 경우, 섬유이형성증은 근육내 점액종, 일명 마자브로 증후군과 관련될 수 있다. 섬유이형성증은 매우 희귀한 질병이며 알려진 치유 방법은 없다. 섬유이형성증은 암의 일종이 아니다.

## 같이 보기
- 이형성